# Fernand Rigaux
Fernand Rigaux foi um astrônomo belga.
Realizou as observações no Observatório Real da Bélgica, na cidade de Uccle. Em 1951, ele co-descobriu o cometa periódico 49P/Arend-Rigaux com o seu colega Sylvain Arend. Posteriormente Ele também descobriu vários outros asteróides.